# Зіньковецька сільська рада
Зінькове́цька сільська́ ра́да — адміністративно-територіальна одиниця та орган місцевого самоврядування в Кам'янець-Подільському районі Хмельницької області. Адміністративний центр — село Зіньківці.

## Загальні відомості
Зіньковецька сільська рада утворена в 1994 році.
- Територія ради: 13,45 км²
- Населення ради: 851 особа (станом на 2001 рік)
- Територією ради протікає річка Смотрич

## Населені пункти
Сільській раді були підпорядковані населені пункти:
- с. Зіньківці

## Склад ради
Рада складалася з 12 депутатів та голови.
- Голова ради: Маслянко Віталій Петрович
- Секретар ради: Бучок Валентина Михайлівна

### Керівний склад попередніх скликань
| Прізвище, ім'я, по батькові | Основні відомості                                                                                  | Дата обрання | Дата звільнення |
| --------------------------- | -------------------------------------------------------------------------------------------------- | ------------ | --------------- |
| Маслянко Віталій Петрович   | Сільський голова, 1958 року народження, освіта вища, член Всеукраїнського об'єднання «Батьківщина» | 26.03.2006   | 31.10.2010      |
| Маслянко Віталій Петрович   | Сільський голова, 1958 року народження, освіта вища, безпартійний                                  | 31.10.2010   |                 |

Примітка: таблиця складена за даними сайту Верховної Ради України

### Депутати
За результатами місцевих виборів 2010 року депутатами ради стали:

#### За суб'єктами висування
| Суб'єкт висування      | Кількість обраних депутатів | %    |
| ---------------------- | --------------------------- | ---- |
| Самовисування          | 8                           | 66,7 |
| Народна партія         | 3                           | 25   |
| Партія «Народна влада» | 1                           | 8,3  |

#### За округами
| № округу               | Прізвище, ім'я, по батькові        | Дата визнання обраним | Освіта  | Партійна приналежність      | Відомості про обраного депутата                  |
| ---------------------- | ---------------------------------- | --------------------- | ------- | --------------------------- | ------------------------------------------------ |
| Народна Партія         |                                    |                       |         |                             |                                                  |
| 9                      | Бучок Валентина Михайлівна         | 05.11.2010            | вища    | член Народної партії        | Зіньковецька сільська рада, секретар             |
| 11                     | Журавський Володимир Олександрович | 05.11.2010            | середня | позапартійний               | ПП «КВІН-Майстер», начальник цеху                |
| 12                     | Стремінський Борис Олександрович   | 05.11.2010            | середня | позапартійний               | пенсіонер                                        |
| Партія «Народна влада» |                                    |                       |         |                             |                                                  |
| 1                      | Пшесмецький Михайло Геннадійович   | 05.11.2010            | вища    | член Партії «Народна влада» | приватний підприємець                            |
| Самовисування          |                                    |                       |         |                             |                                                  |
| 2                      | Станкевич Віталій Миколайович      | 05.11.2010            | вища    | позапартійний               | ТОВ «Гардлайн», менеджер                         |
| 3                      | Шевченко Віра Олександрівна        | 05.11.2010            | середня | позапартійна                | Зіньковецька сільська рада, соціальний працівник |
| 4                      | Луцик Володимир Михайлович         | 05.11.2010            | середня | позапартійний               | пенсіонер                                        |
| 5                      | Віногородський Віталій Миколайович | 05.11.2010            | середня | позапартійний               | пенсіонер                                        |
| 6                      | Сваричевський Микола Олександрович | 10.01.2011            | середня | позапартійний               | пенсіонер                                        |
| 7                      | Конюк Микола Олексійович           | 05.11.2010            | середня | позапартійний               | тимчасово не працює                              |
| 8                      | Болехівка Григорій Йосафатович     | 05.11.2010            | середня | позапартійний               | тимчасово не працює                              |
| 10                     | Крижанівський Едуард Юзефович      | 10.01.2011            | середня | позапартійний               | тимчасово не працює                              |